# Chokanahalli, Belur
Chokanahalli là một làng thuộc tehsil Belur, huyện Hassan, bang Karnataka, Ấn Độ.